# 闇影之心
《闇影之心》是一款由Sacnoth制作，日本遊戲公司Aruze发行的電子角色扮演遊戲，於2001年6月28日在PlayStation 2發售。本作是影之心系列的第一款游戏，但同时也是1999年游戏《修道院之谜》的续集：两部游戏设定于同一个世界，并有相同角色登场。
《影之心》的故事设定在1913年，主角威尔是位能够捕获恶魔并变换为恶魔形态的人类。游戏讲述了威尔保护女主角爱丽丝·艾略特，使她脱离一位邪恶魔术师的阴谋的故事。在游戏过程中，玩家可以控制威尔探索各个地点。本作的战斗系统允许玩家控制最多三个角色，角色在战斗中的行动依赖于一个需要玩家把控时机的「审判之轮」系统。游戏采用了架空历史的世界观设定，并融合了洛夫克拉夫特式恐怖的元素。
1999年，在完成《修道院之谜》之后，Sacnoth开始开发本作。《修道院之谜》的艺术总监町田松三担任总监并撰写了游戏的剧本。游戏的剧本受到H·P·洛夫克拉夫特的作品及永井豪的漫画《恶魔人》的启发。「审判之轮」系统的灵感来源于格斗游戏的机制和Aruze的弹珠机。作曲家弘田佳孝创作的配乐融合了多种类型，他其称为「美丽却具有破坏性」的配乐。游戏发售后，销量不高，评论界对其褒贬不一。记者们赞扬了游戏的故事和「审判之轮」系统，但许多人认为游戏有平衡性问题，并批评了其画面表现。续篇《影之心II》于2004年发售。

## 外部連結
- 《闇影之心》官方網站 （页面存档备份，存于）